# Giuliano (militare romano)
Giuliano (... – Gerusalemme, 70) è stato un militare romano, centurione caduto durante l'assedio di Gerusalemme del 70 d.C..

## Azioni militari
I romani avevano conquistato la fortezza Antonia, e stavano combattendo nei pressi del Tempio di Gerusalemme.
I giudei riescono a mettere alle strette i legionari, che rischiano di perdere la posizione. Giuliano, centurione di origine italica e proveniente dalla Bitinia, di robusta corporatura, scende dalla fortezza, rompe i ranghi e si butta tra gli avversari con scudo e il gladio. Attacca con una grande ferocia i nemici, che perdono la vita nel tentativo di fermarlo. Molti altri giudei scappano. Il suo operato è osservato dal generale Tito e dai commilitoni.
Mentre combatteva si inciampa e cade provocando un tonfo che attira l'attenzione dei guerrieri fuggitivi che lo attaccano nuovamente. Flavio Giuseppe racconta che era seduto sul terreno tutto corazzato che teneva la testa incastonata nell'armatura e continuava a uccidere nemici:
Mentre i nemici fuggivano in ogni direzione, uccideva tutti quelli che raggiungeva, sotto lo sguardo ammirato di Tito Cesare e il terrore dei Giudei. Egli come gli altri soldati aveva i sandali con sotto numerosi chiodi e, mentre correva, scivolò sul pavimento e cadde con un gran rumore dell’armatura, tanto che gli avversari ormai in fuga, si voltarono indietro a guardare. Si alzò dall’Antonia un urlo dei Romani, in ansia per la sua sorte, mentre i Giudei lo circondarono e lo colpirono da ogni parte con lance e spade.
Egli riuscì a ripararsi da molti colpi con lo scudo e più volte cercò di rimettersi in piedi, ma non vi riuscì poiché gli assalitori erano troppo numerosi, e pur rimanendo disteso riuscì a ferirne molti con la sua spada. Ci volle non poco tempo per ucciderlo, poiché aveva tutti i punti vitali difesi da elmo, corazza e teneva il collo incassato fra le spalle. Alla fine con tutte le membra amputate, e senza che nessuno provasse ad aiutarlo, morì.»
(Flavio Giuseppe, Guerra Giudaica, VI)

## Morte
I giudei riescono a avere la meglio su di lui. Viene smembrato e trucidato. Gli altri legionari osservano l'accaduto disperandosi senza intervenire. Verrà considerato come un eroe della presa di Gerusalemme.
Tito rimase impressionato per questo gesto di estremo coraggio, osservando a quale fine orribile fosse andato incontro il suo centurione, massacrato sotto gli occhi di tanti suoi compagni d'arme. Avrebbe voluto accorrere in sua difesa, ma da dove si trovava non ne ebbe la possibilità. Così Giuliano lasciò grandissima fama di sé non solo presso i Romani e Tito, ma anche presso il nemico, che s'impadronì delle sue spoglie e riuscì a respingere i Romani fin dentro l'Antonia.